# Camponotus insipidus
Camponotus insipidus é uma espécie de inseto do gênero Camponotus, pertencente à família Formicidae.